# Germán Rivero
Germán Ariel Rivero (Garín, provincia de Buenos Aires, Argentina; 17 de marzo de 1992) es un futbolista argentino. Juega de delantero y su club actual es Talleres (RdE) que disputa la Primera Nacional de Argentina.

## Trayectoria

### Flandria
Firmó su primer contrato con Flandria, luego de haber realizado las infantiles en Argentinos Juniors y las juveniles en Tigre.
Debutó como profesional el 21 de agosto de 2013, ingresó al minuto 63 para enfrentar a Los Andes en la fecha 3 de la Primera B Metropolitana, pero perdieron 3 a 0.
En su tercer partido, el técnico Luis Manuel Blanco puso a Germán como titular por primera vez, jugaron contra Nueva Chicago y perdieron 1 a 0.
El 3 de octubre, su rival fue Deportivo Merlo, Rivero estuvo desde el comienzo y al minuto 18 anotó su primer gol oficial, pero ni bien sacó el equipo rival anotó un tanto, por lo que finalmente empataron 1 a 1.
Debutó en la Copa Argentina el 20 de noviembre, en la tercera ronda se enfrentaron a Defensores de Belgrano, estuvo los 90 minutos en cancha pero perdieron 2 a 1 y fueron eliminados.
Flandria finalizó en la penúltima posición, por lo que su promedio de las tres temporadas fue el peor y descendieron a Primera C. Rivero disputó 25 partidos, 14 como titular, y anotó 5 goles.

### Fénix
Germán fichó por Fénix, para jugar el Campeonato de Primera B 2014, fue un torneo especial por la reestructuración del fútbol argentino.
Debutó con su nuevo equipo el 9 de agosto de 2014, el técnico Gabriel Pedrazzi lo puso como titular desde la fecha 1, se enfrentaron a Atlanta y ganaron 1 a 0.
Anotó su primer gol con Fénix el 16 de agosto, fue ante Colegiales, equipo al que derrotaron 2 a 0.
Germán tuvo una gran participación, ya que de los 17 partidos en los que estuvo presente, fue el delantero titular en 16, anotó 3 goles pero quedaron en la última posición de su zona.
Debido a impagos del club, Rivero rescindió su contrato y quedó libre. Estuvo varios meses sin equipo, entrenando por su cuenta, pero sin poder jugar al fútbol. Hasta que arribó una oferta desde la máxima categoría del fútbol de Uruguay.
Sobre esa época, afirmó:

«Pensé en dejar el fútbol porque estuve 10 meses parado. Mi representante me entrenaba con un profesor, pero al no hacer fútbol te bajonea, te desmotiva y también te acorta las esperanzas. Por suerte surgió esto. Tener esta oportunidad es importante y ya saber lo que pasaste es clave para no dejarla pasar; tenés que dar todo porque si pisás en falso, caés otra vez en lo mismo. El apoyo de la familia siempre es muy importante. También lo ha sido el de mi representante.»

### Plaza Colonia (Uruguay)
Plaza Colonia fichó a Germán en septiembre de 2015, para jugar las últimas fechas del Torneo Apertura de Uruguay.
Debutó en Primera División el 18 de octubre, en la fecha 9 del torneo, ingresó al minuto 66 para enfrentar a El Tanque Sisley en el Campeones Olímpicos y ganaron 1 a 0, utilizó la camiseta número 23.
El 7 de noviembre, volvió a tener minutos, esta vez contra Sud América, fue su primer partido en el Suppici, ingresó al final del encuentro y empataron 1 a 1.
Plaza finalizó el Apertura en la posición número 13. De los 4 partidos en que fue convocado, Germán jugó en 2.
Comenzó el 2016 con los Patas Blancas, realizó la pretemporada a la par de sus compañeros, por lo que recuperó su estado físico.
El técnico Eduardo Espinel, le brindó más confianza a Rivero, por lo que desde la fecha 1 fue titular. El 6 de febrero se enfrentaron a Rentistas en el comienzo del Torneo Clausura, al minuto 55, con un cabezazo anotó su primer gol con Plaza Colonia, y finalmente ganaron 3 a 1, utilizó la camiseta número 38.
Mantuvo el puesto, y se destacaron en el Torneo Clausura, con victorias importantes ante Nacional, Wanderers, River Plate y Fénix.
El 15 de mayo, anotó su primer doblete, fue contra Sud América en el Casto Martínez Laguarda, con sus goles ganaron 2 a 0. Fue elegido el jugador de la fecha para Tenfield.
En la fecha 14, el 29 de mayo de 2016, se enfrentaron a Peñarol en el Campeón del Siglo con la posibilidad de salir campeones. Rivero fue titular, comenzaron ganando desde el primer minuto con gol de su compañero Nicolás Milesi, pero antes de la primera media hora del encuentro, los carboneros empataron con una anotación de Murillo. En el segundo tiempo continuó la paridad, pero al minuto 78 Hernán Novick cometió un penal para los colonienses, lo ejecutó su compañero Alejandro Villoldo y venció la portería de Guruceaga, la ventaja se mantuvo hasta el final y ganó Plaza Colonia por 2 a 1. Con 31 puntos, el Pata Blanca consiguió el Torneo Clausura 2016, el primer título de Primera División en la historia del club, y se aseguró su participación en un torneo internacional.

### Talleres (RdE)
A principios del mes de julio de 2024, luego de culminar su vínculo contractual con Almirante Brown, acordó su incorporación a Talleres (RdE), club que milita en la Primera Nacional de Argentina.

## Estadísticas
Actualizado al 28 de octubre de 2024

| Club                          | Div.          | Temporada     | Liga  | Liga  | Copas | Copas | Copas | Copas | Total | Total | Media |
| Club                          | Div.          | Temporada     | Part. | Goles | Part. | Goles | Part. | Goles | Part. | Goles | Media |
| ----------------------------- | ------------- | ------------- | ----- | ----- | ----- | ----- | ----- | ----- | ----- | ----- | ----- |
| Flandria Argentina            | 3.ª           | 2013-14       | 24    | 5     | 1     | 0     | —     | —     | 25    | 5     | 0.2   |
| Flandria Argentina            | Total club    | Total club    | 24    | 5     | 1     | 0     | 0     | 0     | 25    | 5     | 0.2   |
| Fénix Argentina               | 3.ª           | 2014          | 17    | 3     | —     | —     | —     | —     | 17    | 3     | 0.18  |
| Fénix Argentina               | Total club    | Total club    | 17    | 3     | 0     | 0     | 0     | 0     | 17    | 3     | 0.18  |
| Plaza Colonia · Uruguay       | 1.ª           | 2015-16       | 17    | 8     | —     | —     | —     | —     | 17    | 8     | 0.47  |
| Plaza Colonia · Uruguay       | Total club    | Total club    | 17    | 8     | 0     | 0     | 0     | 0     | 17    | 8     | 0.47  |
| Unión La Calera · Chile       | 2.ª           | 2017          | 11    | 2     | 2     | 0     | —     | —     | 13    | 2     | 0.15  |
| Unión La Calera · Chile       | Total club    | Total club    | 11    | 2     | 2     | 0     | 0     | 0     | 13    | 2     | 0.15  |
| Defensor Sporting · Uruguay   | 1.ª           | 2018          | 28    | 10    | —     | —     | 7     | 0     | 35    | 10    | 0.29  |
| Defensor Sporting · Uruguay   | Total club    | Total club    | 28    | 10    | 0     | 0     | 7     | 0     | 35    | 10    | 0.29  |
| Apollon Smyrnis · Grecia      | 1.ª           | 2018-19       | 4     | 0     | 1     | 0     | —     | —     | 5     | 0     | 0     |
| Apollon Smyrnis · Grecia      | Total club    | Total club    | 4     | 0     | 1     | 0     | 0     | 0     | 5     | 0     | 0     |
| Alvarado Argentina            | 2.ª           | 2019-20       | 19    | 11    | —     | —     | —     | —     | 19    | 11    | 0.58  |
| Alvarado Argentina            | Total club    | Total club    | 19    | 11    | 0     | 0     | 0     | 0     | 19    | 11    | 0.58  |
| Patronato Argentina           | 1.ª           | 2019-20       | 7     | 0     | —     | —     | —     | —     | 7     | 0     | 0     |
| Patronato Argentina           | 1.ª           | 2021          | 2     | 0     | —     | —     | —     | —     | 2     | 0     | 0     |
| Patronato Argentina           | Total club    | Total club    | 9     | 0     | 0     | 0     | 0     | 0     | 9     | 0     | 0     |
| Ferro Carril Oeste Argentina  | 2.ª           | 2021          | 35    | 6     | —     | —     | —     | —     | 35    | 6     | 0.17  |
| Ferro Carril Oeste Argentina  | Total club    | Total club    | 35    | 6     | 0     | 0     | 0     | 0     | 35    | 6     | 0.17  |
| Gimnasia de Mendoza Argentina | 2.ª           | 2022          | 20    | 3     | 1     | 0     | —     | —     | 21    | 3     | 0.14  |
| Gimnasia de Mendoza Argentina | Total club    | Total club    | 20    | 3     | 1     | 0     | 0     | 0     | 21    | 3     | 0.14  |
| Almirante Brown Argentina     | 2.ª           | 2023          | 37    | 5     | 0     | 0     | —     | —     | 37    | 5     | 0.14  |
| Almirante Brown Argentina     | 2.ª           | 2024          | 18    | 1     | 0     | 0     | —     | —     | 18    | 1     | 0.06  |
| Almirante Brown Argentina     | Total         | Total         | 55    | 6     | 0     | 0     | 0     | 0     | 55    | 6     | 0.11  |
| Talleres (RE) Argentina       | 2.ª           | 2024          | 32    | 2     | 1     | 0     | 0     | 0     | 33    | 2     | 0.06  |
| Talleres (RE) Argentina       | Total         | Total         | 32    | 2     | 1     | 0     | 0     | 0     | 33    | 2     | 0.06  |
| Total carrera                 | Total carrera | Total carrera | 120   | 15    | 1     | 0     | 0     | 0     | 121   | 15    | 0.12  |

## Palmarés

### Títulos nacionales
| Título    | Club            | País  | Año  |
| --------- | --------------- | ----- | ---- |
| Primera B | Unión La Calera | Chile | 2017 |

### Distinciones individuales
| Distinción                                                  | Año  |
| ----------------------------------------------------------- | ---- |
| Mejor jugador de la fecha 12 del Torneo Clausura.           | 2016 |
| Mejor jugador extranjero de la Primera División de Uruguay. | 2016 |